# Katharine Rhoadesová
Katharine Nash Rhoadesová (nepřechýleně Katharine Rhoades; 30. listopadu 1885, Springfield, Ohio, USA – 26. října 1965) byla americká malířka, básnířka, ilustrátorka a feministka.

## Životopis

Marion H. Beckettová: Katharine N. Rhoadesová, asi 1915

Byla dcerou Lymana Rhoadese (1847–1907), bankéře, a Elizabeth Nashové (1856-1919) z New Yorku. Byla prostředním dítětem se dvěma bratry, Lymanem Nashem a Stephenem Nashem Rhoadesem. Navštěvovala Veltinskou školu pro dívky na Manhattanu.
Rhoadesová debutovala v roce 1904, stejně jako Malvina Hoffmanová, se kterou cestovaly ještě s Marion H. Beckettovou v roce 1908 do Paříže. Dva roky tam studovala umění, kromě jiného u amerického malíře Roberta Henriho.

## Kariéra

Katharine Rhoadesová: Mary Steichenová, asi 1915

Byla jednou z umělkyň, které vystavovaly na významné mezinárodní výstavě moderního umění v roce 1913. Přehlídka zahrnovala jednu z jejích olejomaleb Talloires (400 amerických dolarů).
Spolu s Agnes Ernst Meyerovou a Marion Beckettovou byly známé jako „Tři grácie“ z uměleckého okruhu Alfreda Stieglitze. Působily jako modelky pro fotografie Stieglitze a Edwarda Steichena, Steichenovy malby, karikatury Francise Picabia, kresby Mariuse de Zayase a obrazy Arthura Beechera Carlese. Spisovatel a malíř Marsden Hartley vzpomínal na Rhoadesovou a Beckettovou jako na „obě dvě šest stop vysoké, krásné a vždy spolu“.
Od roku 1914 pózovala pro fotografie Stieglitze. Rhoadesová přispívala básněmi a ilustracemi do Camera Work čtvrtletníku vydávaného Alfredem Stieglitzem, stejně jako psala básně, které byly publikovány v roce 1914. Byla také redaktorkou a přispěvatelkou do magazínu 291, uměleckého a literárního časopisu. Pro vydání „Co pro mě znamená 291“ napsala: „Dotýkám se čtyř stěn – slyším hlasy... těch, kteří se dotkli jeho světa – i já jsem se šla dívat, ptát se a odpovídat... I já jsem splynula s hlasy; a stěny hrály ozvěnou."

Katharine Rhoadesová, stojící akt, asi 1915

V roce 1914 Rhoadesová a Beckettová vystavovaly moderní umělecká díla v klubu National Arts Club. Následující rok měly obě ženy společnou výstavu v Stieglitzově galerii 291. V tomto roce měla v galerii první výstavu svých avantgardních obrazů. Její obrazy se podobaly dílům Matisse před první světovou válkou. Mnoho svých obrazů vytvořených před dvacátými léty spálila, její tvorba v té době měla prvky kubismu. Přispěla ke vzniku hnutí Dada.
Rhoadesová, která byla kolem roku 1913 sekretářkou průmyslníka Charlese Freera, byla ve své závěti jmenována doživotní správcovou Freer Gallery of Art ve Washingtonu, D.C. Dalšími správci byli Agnes a Eugene Meyerovi. Galerie byla otevřena v roce 1923. Meyerovi po ní pojmenovali svou dceru Katharine, manželku Philipa Grahama a vydavatele The Washington Post. V roce 1937 spoluzaložila náboženskou knihovnu, která je nyní součástí Ball duPont Library na University of the South v Sewanee, Tennessee.

## Osobní život
Možná měla romantický vztah se Stieglitzem nebo to mohl být jednostranný zájem z jeho strany, než se setkal s Georgií O'Keeffeovou. Rhoadesová a Stieglitz zůstali dobrými přáteli a spolu s dalšími členy jeho kruhu zůstala v Stieglitzově letním sídle v Lake George. O'Keeffe řekla, že zjistila, že Rhoadesová je „úžasný člověk“, kterého měla vždy ráda a dopisovaly si.
Měla poměr s Arthurem Beecherem Carlesem.
Rhoadesová zemřela 26. října 1965 a byla pohřbena se svými rodiči a dalšími členy rodiny na Hillside Burial Grounds v Sharonu v Connecticutu.

## Galerie

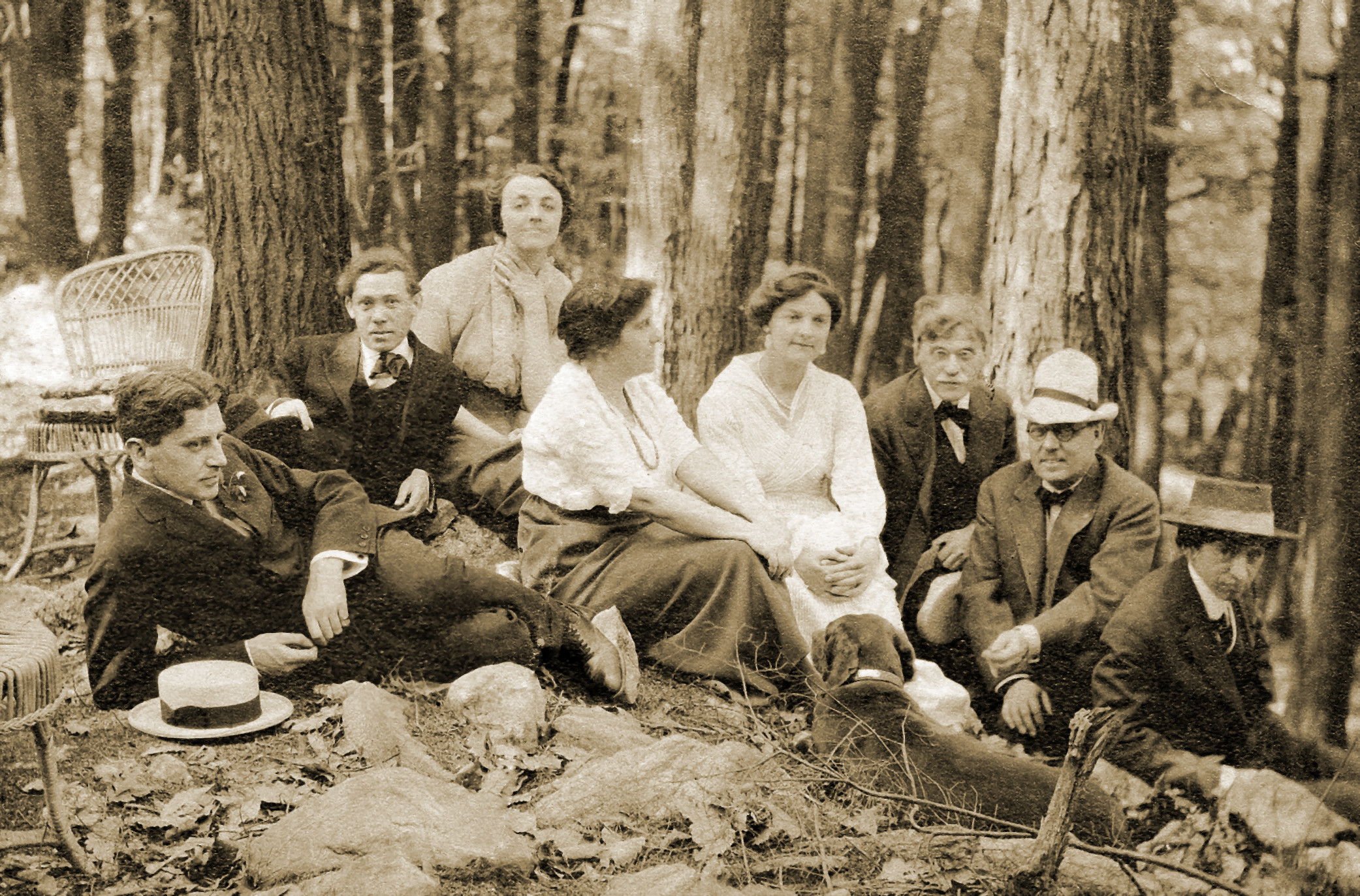
Skupina umělců na Mount Kisco v roce 1912, zleva doprava: Paul Haviland, Abraham Walkowitz, Katharine Rhoadesová, Emmy Stieglitz, Agnes Meyer, Alfred Stieglitz, John Barrett Kerfoot, John Marin
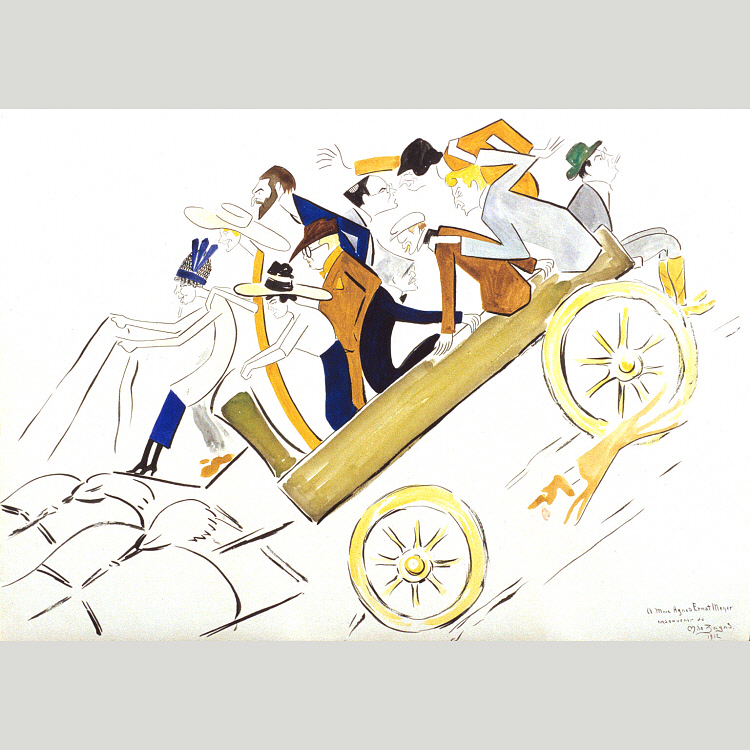
Marius de Zayas, Piknik, 1912, Katharine Rhoadesová na sedadle řidiče, s Agnes Meyer, Eugene, Alfred Stieglitz, jeho manželka, někteří kritici, John Marin, Paul Haviland a Marius de Zayas (v čepici)